# Station Jenar
Jenar is een spoorwegstation in de Indonesische provincie Midden-Java.

## Bestemmingen
- Bogowonto: naar Station Lempuyangan en Station Jakarta Pasar Senen
- Prambanan Ekspres : naar Station Palur en Station Kutoarjo